# Симон VII (Липе)
Симон VII фон Липе (на немски: Simon VII zur Lippe „der Fromme“; * 30 декември 1587 в дворец Браке при Лемго; † 26 март 1627 в Детмолд) от фамилията Липе е от 1613 до 1627 г. граф на Липе-Детмолд.
Той е син на имперски граф Симон VI фон Липе (1554 – 1613) и втората му съпруга графиня Елизабет фон Холщайн-Шаумбург (1566 – 1638), дъщеря на граф Ото IV фон Холщайн-Шаумбург и Елизабет Урсула фон Брауншвайг-Люнебург, дъщеря на херцог Ернст I фон Брауншвайг-Люнебург.
През 1601 г. Симон заедно с по-големия си брат Бернхард учи в дворцовото училище в Касел. След ранната смърт на Бернхард (1602) той е взет в къщи и баща му го въвежда систематично в управлението.
През Тридесетгодишната война (1618 – 1648) Симон е неутрален. Той е приет в литературното общество Fruchtbringende Gesellschaft.
Симон VII фон Липе умира на 26 март 1627 г. в Детмолд на 39 години.

## Фамилия
Симон VII фон Липе се жени на 6 май 1607 г. в Браке (днес част от Лемго) за графиня Анна Катарина фон Насау-Висбаден (* 4 декември 1590; † 6 януари 1622), дъщеря на граф Йохан Лудвиг I фон Насау-Висбаден-Идщайн (1567 – 1596) и графиня Мария фон Насау-Диленбург (1568 – 1632). Те имат децата:
- син (†/* 23 февруари 1609)
- Симон Лудвиг (1610 – 1636), ∞ на 19 юни 1631 във Вилдунген за графиня Катарина фон Валдек-Вилдунген (1612 – 1649)
- Мария Елизабет (1611 – 1667), ∞ 1649 граф Кристиан Фридрих фон Мансфелд-Хинтерорт (1615 – 1666)
- Анна Катарина (1612 – 1659), ∞ 1657 княз Фридрих фон Анхалт-Харцгероде (1613 – 1670)
- Йохан Бернхард (1613 – 1652)
- Ото Хайнрих (1614 – 1648 убит)
- Херман Адолф (1616 – 1666)

∞ 1648 графиня Ернестина фон Изенбург-Бюдинген-Бирщайн (1614 – 1665)
∞ 1666 графиня Амалия фон Липе-Браке (1629 – 1676)
- Юлиана Урсула (1617 – 1630)
- Йохан Лудвиг (1618 – 1628)
- Фридрих Филип (1619 – 1629)
- Магдалена (1620 – 1646)
- Симон (1620 – 1624)

Симон VII фон Липе се жени втори път на 27 април 1623 г. за графиня Мария Магдалена фон Валдек-Вилдунген (* 27 април 1606; † 28 май 1671), дъщеря на граф Кристиан фон Валдек-Вилдунген (1585 – 1637) и графиня Елизабет фон Насау-Зиген (1584 – 1661). Тя е през 1618 г. абатиса на Шаакен. Те имат три деца:
- Кристиан (* 17 март 1624; † 25 април 1634)
- София Елизабет (* 31 март 1626; † 23 август 1688), омъжена на 7 май 1644 г. в Шваленберг, Липе за граф Георг Вилхелм фон Лайнинген-Вестербург (* 10 февруари 1619; † 22 ноември 1695)
- Йобст Херман (* 9 февруари 1625; † 6 юли 1678), основател на линията Липе-Бистерфелд, женен на 10 октомври 1654 г. в замък Витгенщайн за графиня Елизабет Юлиана фон Сайн-Витгенщайн (* 4 октомври 1634; † 23 юни 1689)